# أوغوتشي أونييوو
 أوغوتشي أونييوو (بالإنجليزية: Oguchi Onyewu) (واشنطن، 23 مايو 1982) ، لاعب كرة قدم أمريكي، يلعب في مركز قلب الدفاع، هوأحد أفراد منتخب الولايات المتحدة لكرة القدم وصيف كأس القارات 2009 ، حبث يعتبر أوغوتشي أونييوو من اللاعبين الذين يمتازون بالقوة الجسمانية .
بدأ إنزاغي مسيرته مع نادي مدينته ناديميتز الفرنسي ولعب معهم لموسمين من 2004-2002 و أعير إلى نادي لا لوفيري البلجيكي وفي موسم 2004/2005 انتقل إلى نادي ستاندر لياج في دوري الدرجة الأولى البلجيكي، ولعب معه 179 مباراة وسجل فيها 17 هدفا خلال 5 مواسم، وبعد انتهاء كأس القارات 2009 و بعد المستوى الرائع قام نادي إيه سي ميلان بشراء اللاعب من ستاندارد لييج .

## إنجازاته

### الأندية
- الدوري البجلكي : 2007-2008 ، 2008-2009
- كأس بلجيكا : 2006-2007
- كأس السوبر البلجيكي : 2008

### المنتخب الوطني
- كأس القارات 2009 : الوصيف
- الكأس الذهبية : 2005 ، 2007

## روابط خارجية
- أوغوتشي أونييوو على موقع الاتحاد الدولي (مؤرشف)  (الإنجليزية)
- أوغوتشي أونييوو على موقع الاتحاد الأوربي (الإنجليزية)
- أوغوتشي أونييوو على موقع الدوري الأمريكي (الإنجليزية)
- أوغوتشي أونييوو على موقع إي إس بي إن إف سي (الإنجليزية)
- أوغوتشي أونييوو على موقع قاعدة بيانات كرة القدم.إي يو (الإنجليزية)
- أوغوتشي أونييوو على موقع ليكيب (الفرنسية)
- أوغوتشي أونييوو على موقع ناشيونال فوتبول تيمز (الإنجليزية)
- أوغوتشي أونييوو على موقع Soccerbase.com (لاعب) (الإنجليزية)
- أوغوتشي أونييوو على موقع Soccerway.com (الإنجليزية)
- أوغوتشي أونييوو على موقع عالم كرة القدم.نت (الإنجليزية)